# Volemia
La volemia è il volume totale del sangue (quindi sia del plasma sia degli elementi figurati) di un organismo e comprende sia il volume del sangue circolante nei vasi sanguigni sia quello del sangue immobilizzato in alcuni organi come ad esempio fegato o milza.

## Esseri umani
La volemia varia in funzione del peso corporeo, del sesso, dell'età ed è controllata dai reni.
Un adulto tipico ha un volume di sangue di circa 5 litri, ma le femmine ne hanno generalmente una quantità inferiore rispetto ai maschi.
La volemia può essere calcolata partendo dall'ematocrito (HC) e il volume del plasma (PV):
{\displaystyle Volemia={\frac {PV}{1-HC}}}
Esistono in commercio tecnologie diagnostiche in grado di misurare la volemia di un paziente. Queste misure sono indicate nella diagnosi e nel trattamento di pazienti che soffrono di insufficienza cardiaca congestizia, ipertensione cronica, insufficienza renale e quelli in terapia intensiva.
La condizione nella quale vi è un eccesso di volume sanguigno è detta ipervolemia, mentre la condizione opposta è l'ipovolemia.
In generale un aumento nel volume del sangue aumenta la gittata cardiaca e la pressione arteriosa.

## Altri animali
La tabella sottostante mostra i volumi di sangue circolante, nella forma di volume per kg corporeo, negli esemplari adulti in salute di alcune specie animali. Comunque, è possibile che il volume sia inferiore del 15% in soggetti obesi e anziani.
| Animale            | Volemia (ml/kg) |
| ------------------ | --------------- |
| Gatto              | 55 (47-66)      |
| Bovino             | 55 (52-57)      |
| Cane               | 86 (79-90)      |
| Furetto            | 75              |
| Gerbillo           | 67              |
| Capra              | 70              |
| Porcellino d'India | 75 (67-92)      |
| Criceto            | 78              |
| Cavallo            | 76              |
| Uomo               | 77              |
| Macaco Rhesus      | 54              |
| Topo               | 79 (78-80)      |
| Maiale             | 65              |
| Coniglio           | 56 (44-70)      |
| Ratto              | 64 (50-70)      |
| Pecora             | 60              |
| Marmose            | 60-70           |